# 沃思縣 (密蘇里州)
沃思縣（英語：Worth County）是美国密蘇里州西北部的一個縣，北鄰艾奥瓦州，面積691平方公里。根據2020年美國人口普查，共有人口1,973人，是該州人口最少的縣。縣治格蘭特城（Grant City）。該縣成立於1861年2月6日，縣名紀念美墨戰爭英雄威廉·詹金斯·沃思。